# Yu Hanaguruma
Yu Hanaguruma –en japonés, 花車•優, Hanaguruma Yu– (28 de enero de 2000) es un deportista de japonés que compite en natación.
Ganó una medalla de plata en el Campeonato Mundial de Natación de 2022, en la prueba de 200 m braza. Además, obtuvo dos medallas en los Juegos Olímpicos de la Juventud de 2018.

## Palmarés internacional
| Campeonato Mundial | Campeonato Mundial | Campeonato Mundial | Campeonato Mundial |
| Año                | Lugar              | Medalla            | Prueba             |
| ------------------ | ------------------ | ------------------ | ------------------ |
| 2022               | Budapest (Hungría) | Medalla de plata   | 200 m braza        |